# 大西洋盲鰻
大西洋盲鰻，（學名：Myxine glutinosa）為盲鳗科盲鰻屬的其中一種，分布於北大西洋，從地中海西部和葡萄牙延伸到北海、斯卡格拉克海峽、卡特加特海峽和瓦朗厄爾峽灣，從加拿大巴芬島向南到美國北卡羅萊納州海域，為深海魚類，棲息深度20-1200公尺，體延長呈圓柱狀，體後方側扁，眼退化為皮膚所覆蓋，無上下頜，星形嘴周圍有六條觸鬚，體色淺灰色或紅褐色，共有88-102個黏液孔，體長可達95公分，棲息在泥底質海域，通常藏在泥中，屬肉食性，沒有交配器官，性腺位於腹膜腔內，卵巢位於性腺的前部，睾丸位於性腺的後部，若性腺的顱部發育，則動物成為雌性；若性腺的尾部發生分化，則動物成為雄性，生活習性不明。